# Morgan Plus Four

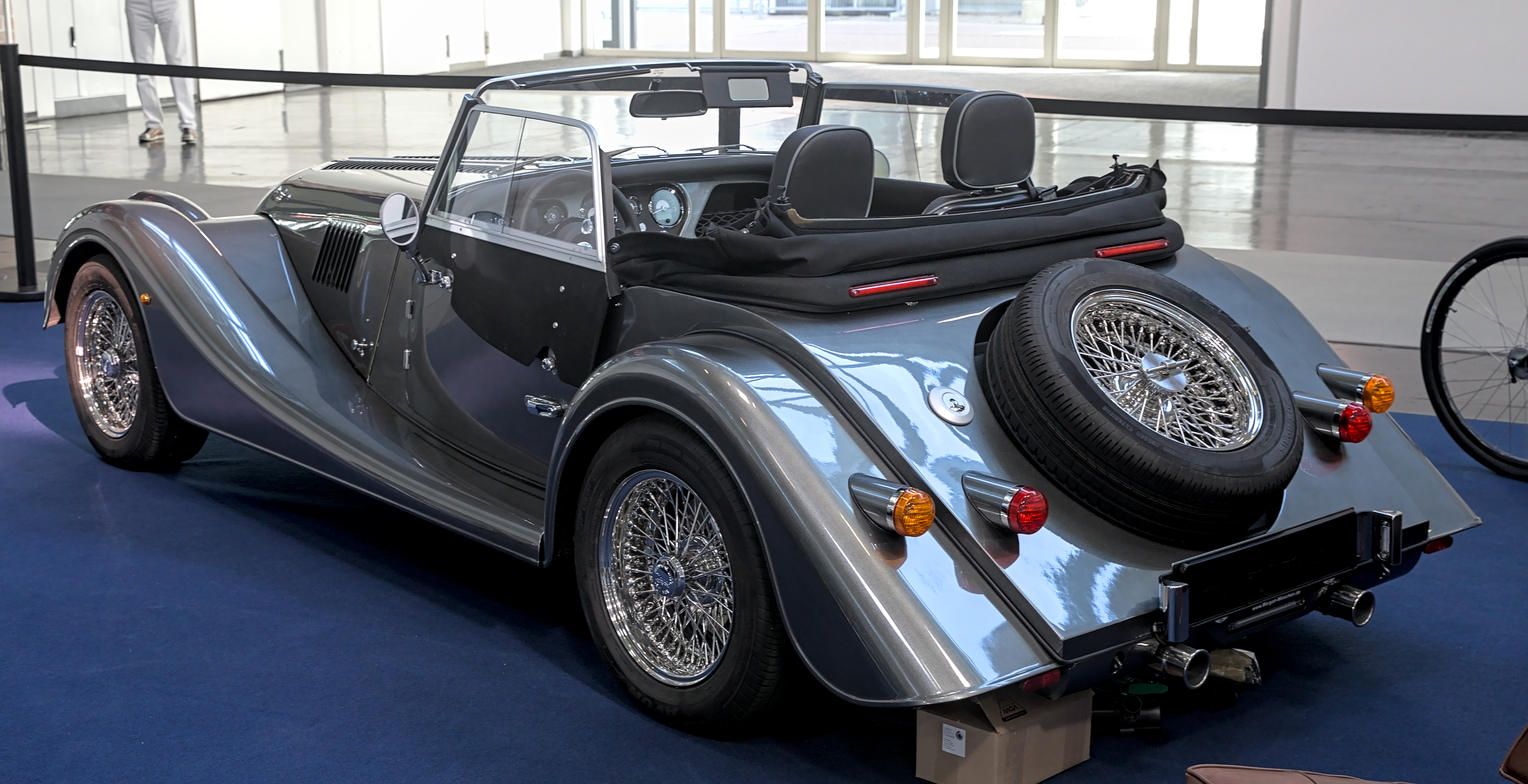
Vue arrière

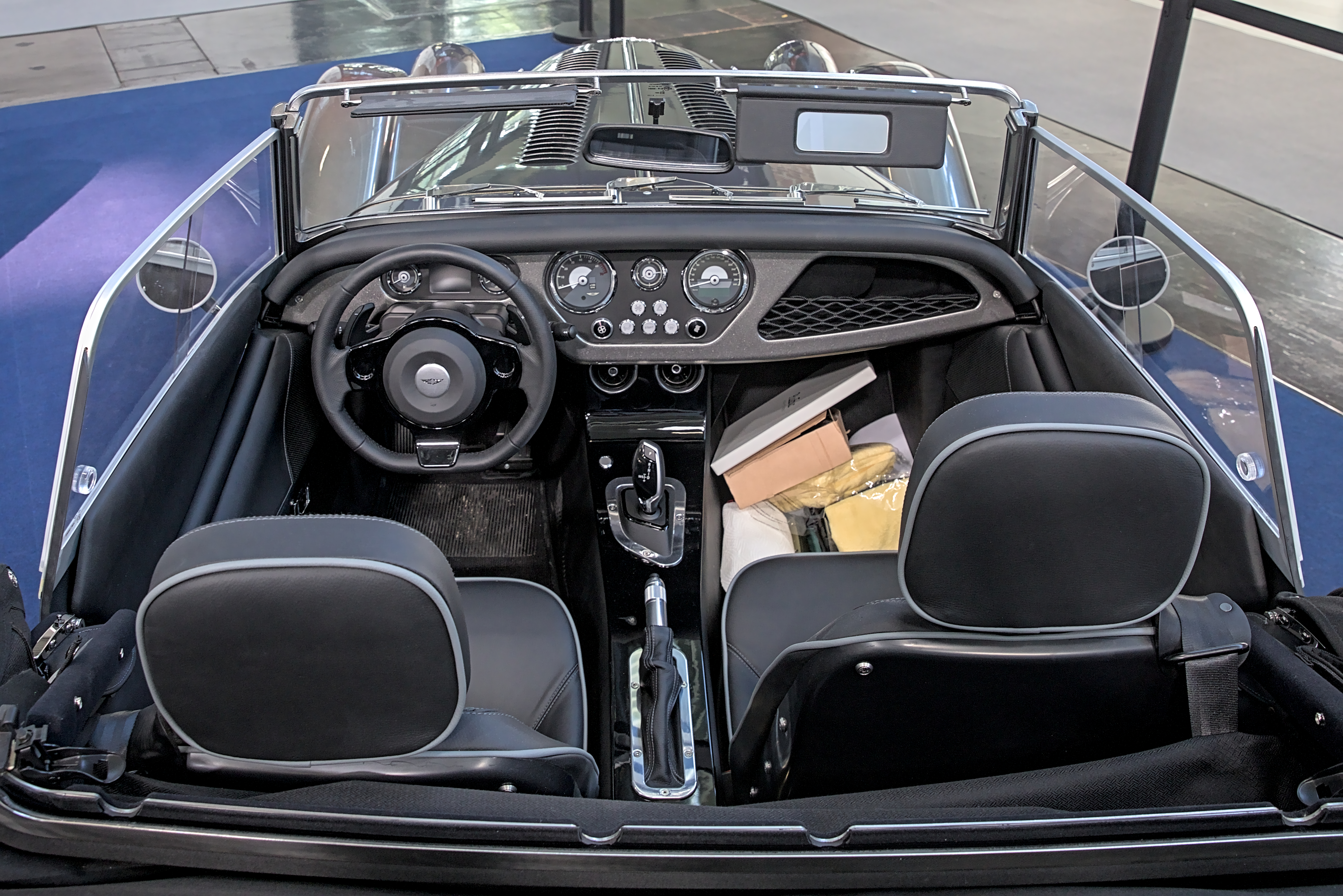
Intérieur

La Morgan Plus Four est un roadster produit par le constructeur automobile britannique Morgan Motor à partir de 2020. La Plus Four remplace la Plus 4 produite pendant 70 ans de 1950 à 2020.

## Présentation
La Morgan Plus Four devait être présentée en première mondiale au salon de Genève en mars 2020 mais celui-ci a été annulé à cause de l'épidémie de coronavirus COVID-19; Elle est dévoilée sur Internet le 3 mars 2020.

### Phase 2
Le 10 novembre 2022, Morgan présente le restylage de la Plus Four avec une mise à jour technologique, comprenant un nouveau système de freinage, de nouveaux amortisseurs, l'installation d'un système audio Sennheiser, d'un contrôle de stabilité ESC et d'airbags. Elle est produie à partir de janvier 2023.

## Caractéristiques techniques
La Plus Four est le second modèle, après la Plus Six, à être développé sur la nouvelle plate-forme en aluminium collé associée à un cadre en bois nommée « CX-Generation » du constructeur anglais. La Morgan Plus Four est motorisée par un quatre cylindres essence TwinPower d'origine BMW de 1 998 cm3 développant 255 ch et 350 N m de couple lorsqu'il est associé à la boîte automatique à 8 rapports et 400 N m avec la boîte manuelle à 6 rapports. Ce moteur se retrouve dans les récentes Toyota Supra et BMW Z4 .
|                            | Morgan Plus Four               | Morgan Plus Four               |
| -------------------------- | ------------------------------ | ------------------------------ |
| Moteur                     | 4-cylindres (BMW B48)          | 4-cylindres (BMW B48)          |
| Admission                  | Bi-Turbocompressé              | Bi-Turbocompressé              |
| Cylindrée (cm3)            | 1 998                          | 1 998                          |
| Puissance maximale ch (kW) | 255 (190)                      | 255 (190)                      |
| au régime de (tr/min)      | 5 500                          | 4 400                          |
| Couple maximal (N m)       | 350                            | 400                            |
| au régime de (tr/min)      | 1 000 à 5 000                  | 1 000 à 4 300                  |
| Boîte de vitesses          | Manuelle à 6 rapports          | Automatique à 8 rapports       |
| Transmission               | Aux roues arrière (Propulsion) | Aux roues arrière (Propulsion) |
| Vitesse maximale (en km/h) | 240                            | 240                            |
| 0-100 km/h (en s)          | 5,2                            | 4,8                            |
| Consommation (en L/100 km) | 7,3                            | 7,0                            |
| Émissions de CO2 (en g/km) | 165                            | 159                            |
| Masse à vide (kg)          | 1 013                          | 1 009                          |
| Capacité du réservoir (L)  | 46                             | 46                             |
| Norme environnementale     | Euro 6                         | Euro 6                         |

## Séries limitées

### Morgan Plus Four CX-T

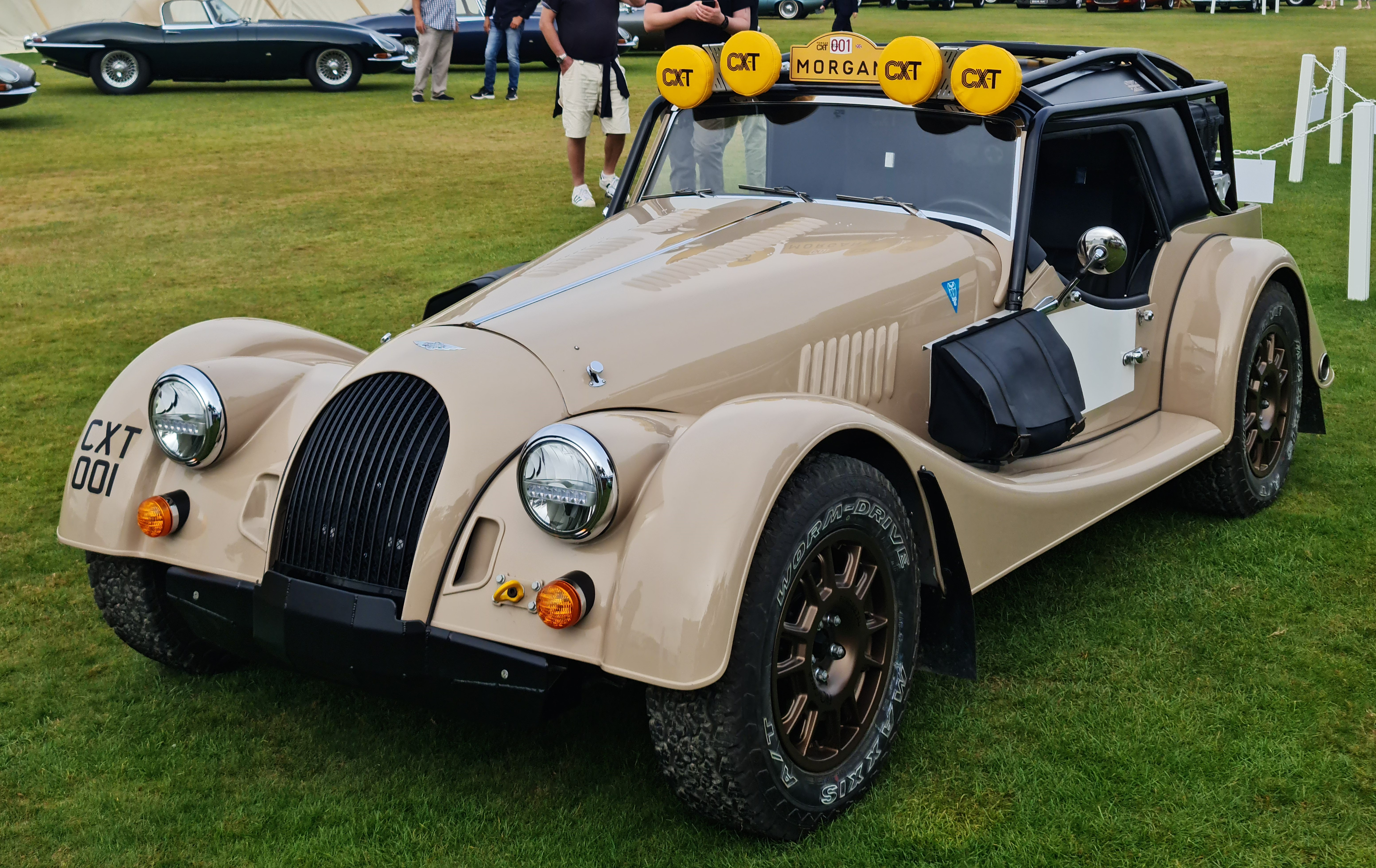
Morgan Plus Four CX-T

En août 2021, le constructeur anglais présente la Morgan Plus Four CX-T, limitée à 7 exemplaires, où la lettre « T » désigne le « Trail » (chemin) pour cette version tout-terrain.

### Morgan Plus Four LM62
En janvier 2022, Morgan présente la série limité à 62 exemplaires de la Morgan Plus Four LM62, hommage à la Morgan Plus 4 SuperSports victorieuse des 24 Heures du Mans 1962.
La LM62 s'inspire de son aînée avec une teinte Jet Green ou Tertre Rouge, un badge LM62, des stickers « 29 », des roues à rayons peintes en argent et un bouchon de remplissage de carburant style « Le Mans ».